# 備後町 (神戸市)
備後町（びんごちょう）は兵庫県神戸市灘区の町名。郵便番号657-0037。

## 地理
東は高羽川を挟み北部が中郷町で南部が徳井町、南は桜口町、西は琵琶町、北は深田町。東から順に一～五丁目がある。一丁目に旧・成瀬村と徳井村から一文字ずつ採った神戸市立成徳小学校がある。

## 歴史
旧・八幡字備後堂から昭和7年（1932年）9月に命名された。

### 地名の由来
『灘区の町名』によれば中世文書に備後堂の文字が見えるという。また、これを中世の土豪の守り堂だったのだろうとしている。備後について現在の広島県東部地方（備後国）から来た人か備後守の何かに当たるのかと推論している。

## 人口統計
令和2年国勢調査（2020年10月1日）における世帯数947、人口1,877で内男性829人・女性1,048人。